# Eressa dammermanni
Eressa dammermanni là một loài bướm đêm thuộc phân họ Arctiinae, họ Erebidae.